# 39 Samodzielny Batalion Piechoty Zmotoryzowanej (Ukraina)
39 Samodzielny Batalion Piechoty Zmotoryzowanej „Dnipro-2” – batalion Wojsk Lądowych Ukrainy, podporządkowany 93 Charkowskiej Samodzielnej Brygadzie Zmechanizowanej. Jako batalion obrony terytorialnej brał udział w konflikcie na wschodniej Ukrainie. Batalion stacjonuje w Czerkaśkem w obwodzie dniepropetrowskim.

## Działania bojowe
Dwie kompanie (strzelecka i ochrony) batalionu zostały rozlokowane 1 sierpnia 2014 r. w miejscowości Mnohopiłłja, pomiędzy Iłowajśkiem a Kutejnykowem, gdzie utworzono punkty kontrolne. 24 sierpnia dwa plutony Dnipro-2 zostały otoczone przez separatystów, którzy ostrzeliwali je z artylerii i moździerzy. Punkty kontrolne, na których stacjonowały plutony, zostały prawie doszczętnie zniszczone. Załoga jednego z nich została wzięta do niewoli. Do sił ukraińskich udało się przedostać tylko czterem żołnierzom. Na drugim punkcie (pod Mospynem) zginęło trzech żołnierzy batalionu. 25 sierpnia żołnierze Dnipro-2 zorganizowali zasadzkę, w którą wpaść miał pododdział rosyjskiej 8 Brygady Strzelców Zmotoryzowanych. Do niewoli wzięto rannego żołnierza rosyjskiego. 29 sierpnia rozpoczęto rozmowy z separatystami, których celem było utworzenie zielonego korytarza, którym okrążeni Ukraińcy mogliby wydostać się z kotła. Generał Rusłan Chomczak miał jednak wydać rozkaz, aby negocjacji zaprzestać i spróbować wydostać się siłą. Starcia krótkodystansowe przerodziły się wkrótce w dalekodystansowe działania czołgów i artylerii, w którym udział brały siły batalionu Gwardii Narodowej Donbas, 40 Batalionu Obrony Terytorialnej Krywbas oraz 39 Batalionu Obrony Terytorialnej. Na początku walk siły ukraińskie zgrupowały się w wiosce Czerwonosiłśke, gdzie dostały się pod ostrzał wrogiej artylerii. Dowódcy ukraińscy rozpoczęli ponowne negocjacje z przeciwnikiem. Na mocy porozumienia pozwolono na wycofanie sił ukraińskich za pośrednictwem Międzynarodowego Czerwonego Krzyża, po ich wcześniejszym rozbrojeniu i uwolnieniu z niewoli jeńców separatystów. W czasie walk zginęło ośmiu żołnierzy batalionu, a kolejny zmarł we wrześniu podczas leczenia.
Po tragedii pod Iłowajśkiem prokuratura wojskowa wszczęła śledztwo wobec wszystkich pododdziałów, które brały udział w bitwie, aby ustalić winnych klęski. Dowódcę Dnipro-2 tymczasowo odsunięto od dowodzenia. W połowie października media poinformowały, że żołnierze batalionu nie uznają nowo mianowanego dowódcy.
W drugiej połowie września Doniecka Republika Ludowa uwolniła pozostałych żołnierzy batalionu, którzy dostali się do niewoli pod Iłowajśkiem. Twierdzili oni, że nie byli bici, ale byli deprecjonowani.
Po odpoczynku w ramach rotacji i dozbrojeniu, w listopadzie batalion wzmocnił ugrupowanie Sił Zbrojnych Ukrainy pod Ługańskiem. Żołnierzy rozlokowano na punktach kontrolnych wkoło Siewierodoniecka. 9 listopada, podczas wykonywania zadania bojowego, zginął żołnierz batalionu.
10 grudnia na jednym z punktów kontrolnych Dnipro-2 zjawili się rzekomi pracownicy ługańskich zakładów energetycznych, którzy poprosili żołnierzy o pomoc w naprawie pobliskich linii energetycznych. Żołnierze, nie sprawdziwszy uprzednio ich dokumentów, udali się we wskazanym kierunku. Po drodze ich pojazd trafił na zasadzkę separatystów i został ostrzelany w pobliżu wsi Kriakiwka. Dwóch żołnierzy zginęło, a jeden odniósł rany. Dzień później od ran zmarł jeszcze jeden żołnierz.
8 lutego 2015 r., podczas wykonywania zadania bojowego pod Swatowem, zginął jeszcze jeden żołnierz.